# Dmitriy Sennikov
Dmitri Aleksandrovich Sennikov - em russo, Дмитрий Александрович Сенников (Leningrado, atual São Petersburgo, 24 de junho de 1976) é um jogador de futebol russo.
Atua no FC Lokomotiv Moscou desde 2000.